# Йоанис Велидис
Йоанис Велидис (на гръцки: Ιωάννης Βελλίδης) е виден гръцки журналист и издател.

## Биография
Велидис е роден в град Солун в 1909 година. По произход е от гревенското село Параскеви. През 1931 г. след смъртта на баща си Константинос Велидис става главен редактор на основния солунски вестник „Македония“, като изоставя следването си в Юридическия факултет. През 1936 г. след смъртта на чичо си Георгиос Велидис, става директор на вестника. В 1937 година мести вестника в нова сграда на главната улица „Йоанис Цимискис“ и го снабдява със съвременна печатница. По време на диктатурата на Йоанис Метаксас е два пъти затварян и заточван. По време на германската окупация вестникът спира и той бяга в Атина. През март 1945 година вестникът тръгва отново и подкрепя Либералната партия и дясно-центристката политическа групировка. През май 1963 г. основава следобедния вестник „Тесалоники“.
Той е и председател на борда на Международния панаир в Солун 1964 до 1967 и от 1975 до 1978 г. Умира на 21 март 1978 г.
В негова чест най-голямата конгресна зала в Гърция, която се намира в родния му град, е кръстена на негово име.